# Carrick (Cornovaglia)
Carrick è stato un distretto locale della Cornovaglia, Inghilterra, Regno Unito, con sede a Truro, centro più importante insieme a Falmouth/Penryn.
Il distretto fu creato con il Local Government Act 1972, il 1º aprile, 1974 dalla fusione dei municipal borough di Truro, Falmouth e Penryn ed il Distretto rurale di Truro. È stato abolito nel 2009 con le modifiche alla suddivisione amministrativa in Inghilterra.
Deve il suo nome alle Carrick Roads, un'insenatura presso Falmouth in cui sfociano i fiumi Percuil, Penryn e Fal.

## Parrocchie
Carrick comprendeva 27 parrocchie
| - Chacewater - Cubert - Cuby - Falmouth - Feock - Gerrans - Gwennap - Kea - Kenwyn - Ladock - Mylor - Penryn - Perran-ar-worthal - Perranzabuloe | - Philleigh - Probus - Ruan Lanihorne - St Agnes - St Allen - St Clement - St Erme - St Just-in-Roseland - St Michael Penkivel - St Newlyn East - Tregony - Truro - Veryan |